# Евфрат
Евфра́т (др.-греч. Εὐφράτης, тур. Fırat, Фырат; араб. الفرات‎, Эль-Фурат, ассир. ܦܪܬ Pǝrāt, арм. Եփրատ Ep’rat, курд. Firat) — река в Турции, Сирии и Ираке, самая крупная в Западной Азии. Берёт начало на Армянском нагорье, откуда течёт на юг и, сливаясь с Тигром, образует Шатт-эль-Араб, являясь его правой и наиболее протяжённой составляющей. Длина — 2700 км (с рекой Мурат — 3065 км), площадь бассейна — 673 тыс. км².

## Этимология
Название упоминается начиная с клинописных текстов III тысячелетии до н. э. в формах Пурана, Пуруна, Пуранти, Пурамти, Пуратту, Уфрата, Ефрат, Евфрат и означает «вода», «пресная вода». То же значение имеют современные формы названия: тур. Fırat — Фырат, араб. الفرات‎ — Эль-Фурат.

## Русло Евфрата

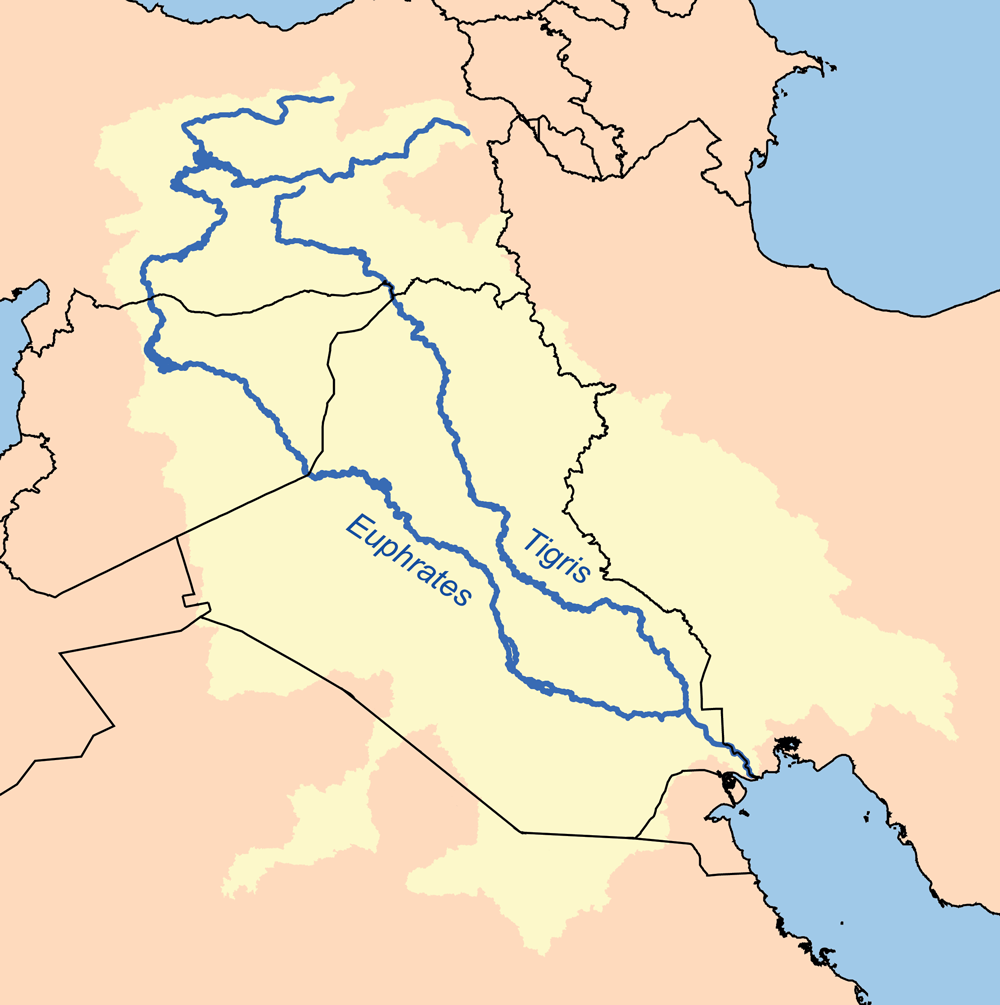

Берёт начало в горах Армянского нагорья и образуется в результате слияния двух рек: Карасу (Западный Евфрат), исток которого находится на востоке Турции севернее Эрзурума, и Мурат (Восточный Евфрат), с истоком к юго-западу от горы Арарат и к северу от озера Ван.
Площадь бассейна реки — 673 тыс. км². Ширина реки в некоторых местах (в Месопотамской низменности) доходит до 500 м, глубина достигает 10 м. Во время паводков уровень воды может подняться на 3—4 м. Средний расход воды у города Хит (в Ираке) 840 м³/с, наибольший — 3—4 тыс. м³/с, наименьший в конце лета — 180 м³/с; годовой сток составляет здесь 26,4 км³. К устью в результате забора воды на орошение и потерь стока на испарение и просачивание средний расход воды уменьшается до 300—400 м³/с.
В верхнем течении имеет преимущественно горный характер, в узком ущелье прорезает окраинные хребты Армянского нагорья — Малатья и Эргани, затем в глубокой долине пересекает пустынное плато Сирии и северной Месопотамии, на остальном протяжении (ниже города Хит) течёт по плоской Месопотамской низменности. В низовьях Евфрат сливается с рекой Тигр, образуя реку Шатт-эль-Араб, впадающую в Персидский залив.
Основные притоки — Хабур (левый), Белих, Тохма и Гёксу (правый) впадают в Евфрат в верхнем и среднем течении; в пределах Ирака к Евфрату подходят лишь сухие долины — вади (сухие русла рек), сток по которым наблюдается только в периоды дождей.
На реке Евфрат и её притоках создано 16 гидроэлектростанций, большая часть из которых расположена в Турции, в том числе: Плотина Ататюрка, ГЭС Кебан, Плотина Каракая.

## Доисторическая эпоха
В плиоцене река Евфрат пересекала Таврский хребет западнее её современного положения. Она текла на юг по грабену современной реки Султансую (правый приток реки Тохма) и далее вдоль долины реки Эрикдере, которая сейчас является правым притоком Евфрата. Из-за иссушения и поднятия Таврского хребта в конце плиоцена — начале гелазского века сток Евфрата прекратился. В конце гелазского века и раннем калабрийском веке возобновился сток через долину Султансую сначала по долине современной реки Гёксу, где на берегу возникло олдованское местонахождение Шамбаят (Şambayat), а затем по долине Эрикдере. Позже сток Евфрата вновь прервался, а запруженная долина наполнялась отложениями застойных вод. Современный сток Евфрата сформировался в конце калабрийского века примерно 0,9—0,8 млн лет назад.

## Исторические сведения
Благоприятные природные условия берегов Евфрата привели к тому, что примерно с IV тыс. до н. э. здесь зародились первые цветущие цивилизации Шумера. Многие важные города древности расположены по берегам или неподалёку от реки, в том числе Мари, Сиппар, Ниппур, Шуруппак, Урук, Ур и Эриду. В долинах реки возникли центры более поздних империй — Вавилонии и Ассирии.
Древние египтяне, впервые достигнувшие берегов Евфрата в ходе завоевательных походов Тутмоса III (XV век до н. э.), назвали его «великой перевёрнутой рекой Нахарины», или «рекой, текущей наоборот» — так их поразил тот факт, что река течёт не на север, как привычный и знакомый им Нил, а на юг.
Река Евфрат являлась западной границей государства Великая Армения (190 до н. э. — 428 н. э.) и восточной границей соседней Малой Армении (государство в 322—115 гг. до н. э., позже римская провинция).
На берегах Евфрата в 680 году произошло сражение у города Кербела, во время которого имам Хусейн, внук пророка Мухаммеда, вместе с семьёй и сподвижниками принял мученическую смерть.

## Миф о происхождении Евфрата
Согласно эпосу «Энума элиш», первоначальным состоянием вселенной был хаос, сформированный смешением двух первобытных водных стихий, женской морской Тиамат и мужского пресноводного Абзу. Через их объединение было рождено шесть поколений богов. Между богами завязалась война, начавшаяся с умерщвления Абзы и закончившаяся тем, что бог Мардук разделил Тиамат на две части, которые образовали небеса и землю; реки Тигр и Евфрат возникли из её глазниц. Затем Мардук сотворил человека из глины, смешанной со слюной и кровью, чтобы он обслуживал землю для богов, в то время как Мардук возвёл себя на престол в вавилонском храме Эсагила — храме «с вершиной на небесах» как царствующий над миром.

## Евфрат в Библии
В Библии река называется «Прат» и является одной из четырёх рек: Фисон (Писон), Геон (Гихон) и Тигр (Хиддекель), вытекающих из Эдемского сада. Это слово на иврите, происходящее от слова «поток» или «разрывать», было переведено как Евфрат. 

Из Едема выходила река для орошения рая; и потом разделялась на четыре реки. Имя одной Фисон: она обтекает всю землю Хавила <…> Имя второй реки Гихон [Геон]: она обтекает всю землю Куш. Имя третьей реки Хиддекель [Тигр]: она протекает пред Ассириею. Четвёртая река Евфрат
— Быт. 2:10-14
Река с тем же названием упоминается в качестве северо-восточной границы земли, обещанной Богом Аврааму и его потомкам (Исааку, Иакову и т. д.): 

В этот день заключил Господь завет с Аврамом, сказав: потомству твоему даю Я землю сию, от реки Египетской до великой реки, реки Евфрата
— Быт. 15:18
В Библии Евфрат часто упоминается просто как «Река» (ха-нахар) (Быт. 15:18).
Бог говорит израильтянам перед входом в Землю Обетованную: 

обратитесь, отправьтесь в путь и пойдите на гору Аморреев и ко всем соседям их, на равнину, на гору, на низкие места и на южный край и к берегам моря, в землю Ханаанскую и к Ливану, даже до реки великой, реки Евфрата
— Втор. 1:7
Бог (через Моисея) обещает израильтянам: 

всякое место, на которое ступит нога ваша, будет ваше; от пустыни и Ливана, от реки, реки Евфрата, даже до моря западного будут пределы ваши
— Втор. 11:24
В Откровении Иоанна Богослова Евфрат упоминается в контексте пророчеств о последнем времени: 

Шестой Ангел вострубил, и я услышал один голос от четырёх рогов золотого жертвенника, стоящего пред Богом, говоривший шестому Ангелу, имевшему трубу: освободи четырех Ангелов, связанных при великой реке Евфрате. И освобождены были четыре Ангела, приготовленные на час и день, и месяц и год, для того, чтобы умертвить третью часть людей.
— Откр. 9:13—15
, 

Шестой Ангел вылил чашу свою в великую реку Евфрат: и высохла в ней вода, чтобы готов был путь царям от восхода солнечного.
— Откр. 16:12

## Исламские пророчества
В некоторых пророчествах пророка Мухаммада говорится о том, что когда Евфрат иссякнет, выявятся неизвестные сокровища, которые станут причиной раздоров и войны.
Вскоре реку Евфрат будут покрывать горы золота. Итак, кто будет присутствовать в это время — не следует брать что-либо оттуда.«Сахих аль-Бухари»
Пророк Мухаммад сказал: «Час не придёт, пока берега реки Евфрата не высохнут и обнародуют горы золота, из-за которого люди будут воевать. Девяносто девять из ста умрёт [в боях], и все, кто из них, скажут: „Возможно, я, может быть, единственный, кто останется в живых“.«Сахих аль-Бухари», «Сахих Муслим»
Пророк Мухаммад сказал: «Евфрат обнаруживает в себе сокровища. Тот, кто видит его, не должен брать что-либо из них».Али аль-Муттаки аль-Хинди, «Аль-Бурхан фи'аламат Махди Ахир аз-Заман»
Он [Евфрат] откроет гору золота.«Сунан Абу Дауда»